# Estación de Arco de Triunfo
Arco de Triunfo (Arc de Triomf oficialmente y en catalán) es un intercambiador multimodal situado en el Ensanche de Barcelona. En el mismo se encuentra la Estación del Norte, cabecera de gran número de líneas de autobús de largo recorrido. Es punto de enlace de la línea 1 de Metro de Barcelona y cuatro líneas de Rodalies de Catalunya (R1, R3, R4).

## Historia
- 1928: se construyó un túnel entre la Plaza de Cataluña y esta estación por parte de la empresa de ferrocarril que años después pasaría a RENFE. En ese momento se creó la estación subterránea de Cercanías aunque entonces no existía la red. Se llamaba Estación del Norte.
- 1932: apertura de la estación de la línea 1 de Metro de Barcelona con el nombre de Triunfo-Norte.
- 1982: en la reordenación de la numeración de líneas se cambió el nombre por el actual de Arco de Triunfo.

## Servicios

### Ferrocarril
| << cabecera                                                                  | < estación        | línea | estación >           | cabecera >>                                                                                 |
| ---------------------------------------------------------------------------- | ----------------- | ----- | -------------------- | ------------------------------------------------------------------------------------------- |
| Metro                                                                        |                   |       |                      |                                                                                             |
| Hospital de Bellvitge                                                        | Urquinaona        |       | Marina               | Fondo                                                                                       |
| Rodalies de Catalunya de Renfe                                               |                   |       |                      |                                                                                             |
| Molins de Rey Hospitalet                                                     | Plaza de Cataluña |       | Clot-Aragón          | Mataró Arenys de Mar Calella Blanes Massanet-Massanas                                       |
| Hospitalet                                                                   | Plaza de Cataluña |       | La Sagrera-Meridiana | Granollers Canovellas La Garriga Vich Ripoll / Ribas de Freser Puigcerdá / Latour-de-Carol1 |
| San Vicente de Calders Villafranca del Panadés Martorell Hospitalet          | Plaza de Cataluña |       | La Sagrera-Meridiana | Tarrasa Manresa                                                                             |
| 1. Regionales cadenciados con parada en todas las estaciones de la línea R3. |                   |       |                      |                                                                                             |

### Autobús de Largo Recorrido
Son muchos los destinos de los autobuses que salen de la Estación del Norte ubicada en este intercambiador. De él parten líneas que recorren el corredor mediterráneo con destinos como Valencia, Alicante o Murcia, la línea Madrid-Zaragoza-Barcelona de ALSA, autobuses con destino Andalucía, Extremadura, Galicia, Castilla y León, País Vasco y gran número de líneas internacionales operadas por Alsa Internacional y Eurolines principalmente.